# St.-Georgs-Kapelle (Messenkamp)

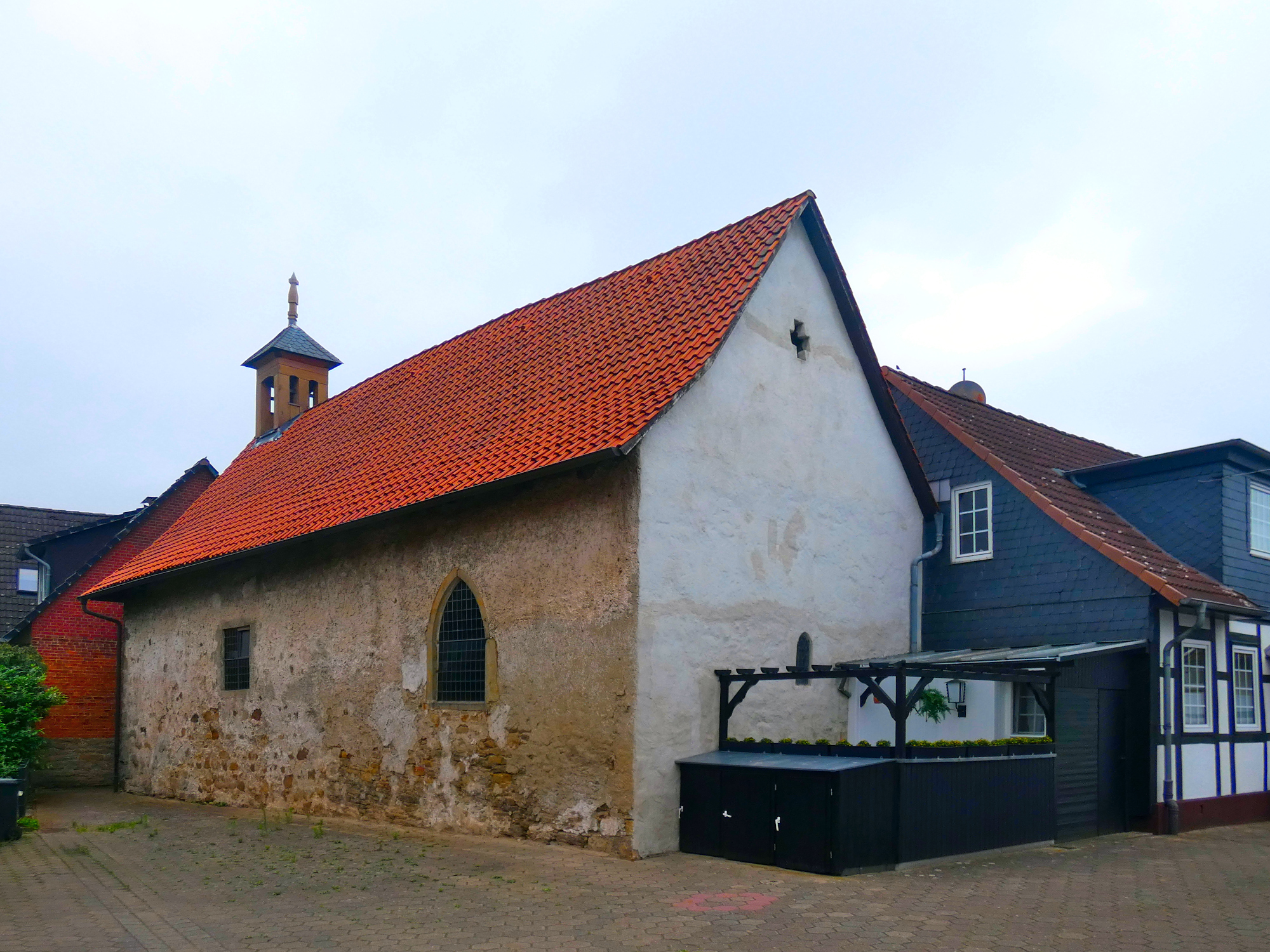
Die St.-Georg-Kapelle in Messenkamp – Süd- und Ostseite

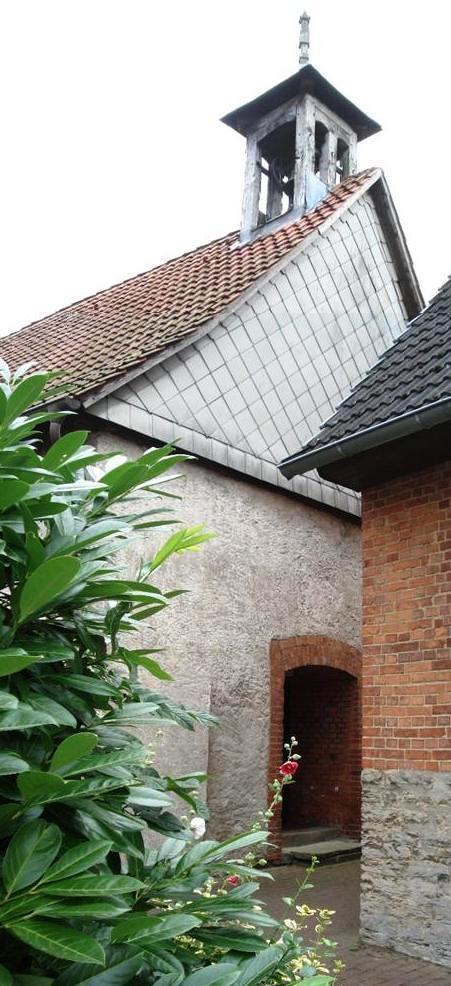
Die St.-Georgs-Kapelle in Messenkamp – Westseite

Die St.-Georgs-Kapelle ist eine Kapelle in der Gemeinde Messenkamp im Landkreis Schaumburg in Niedersachsen.
Es handelt sich um einen schlichten, rechteckigen Bau aus weiß verputztem Naturstein und Backstein, der 1532 errichtet wurde. Sie hat einige Fenster von unterschiedlichem Format (u. a. ein Spitzbogenfenster auf der Südseite) und ein mit roten Dachziegeln gedecktes Satteldach, auf dem sich ein kleiner hölzerner Glockenturm befindet. Der Giebel der Westseite ist mit Schiefer verkleidet.
Die Kapelle steht in der Mitte des Ortes Messenkamp – über einen Fußweg erreichbar und eng von der umgebenden Bebauung umschlossen – lediglich der Glockenturm weist sie als sakrales Gebäude aus.
Die Kapelle steht unter Denkmalschutz und ist eine der Sehenswürdigkeiten der Gemeinde Messenkamp.

## Sonstiges
Heute wird die Kapelle durch die Ev.-Luth. Kirchengemeinde Lauenau regelmäßig für Gottesdienste genutzt. Der Kapellenvorstand Messenkamp ist im Kirchenvorstand Hülsede eingebunden. 1298 wurde in Messenkamp eine eigene Kirche erwähnt.